# Glenea thomsoni
Glenea thomsoni là một loài bọ cánh cứng trong họ Cerambycidae.